# Eppenstein (Gemeinde Weißkirchen in Steiermark)

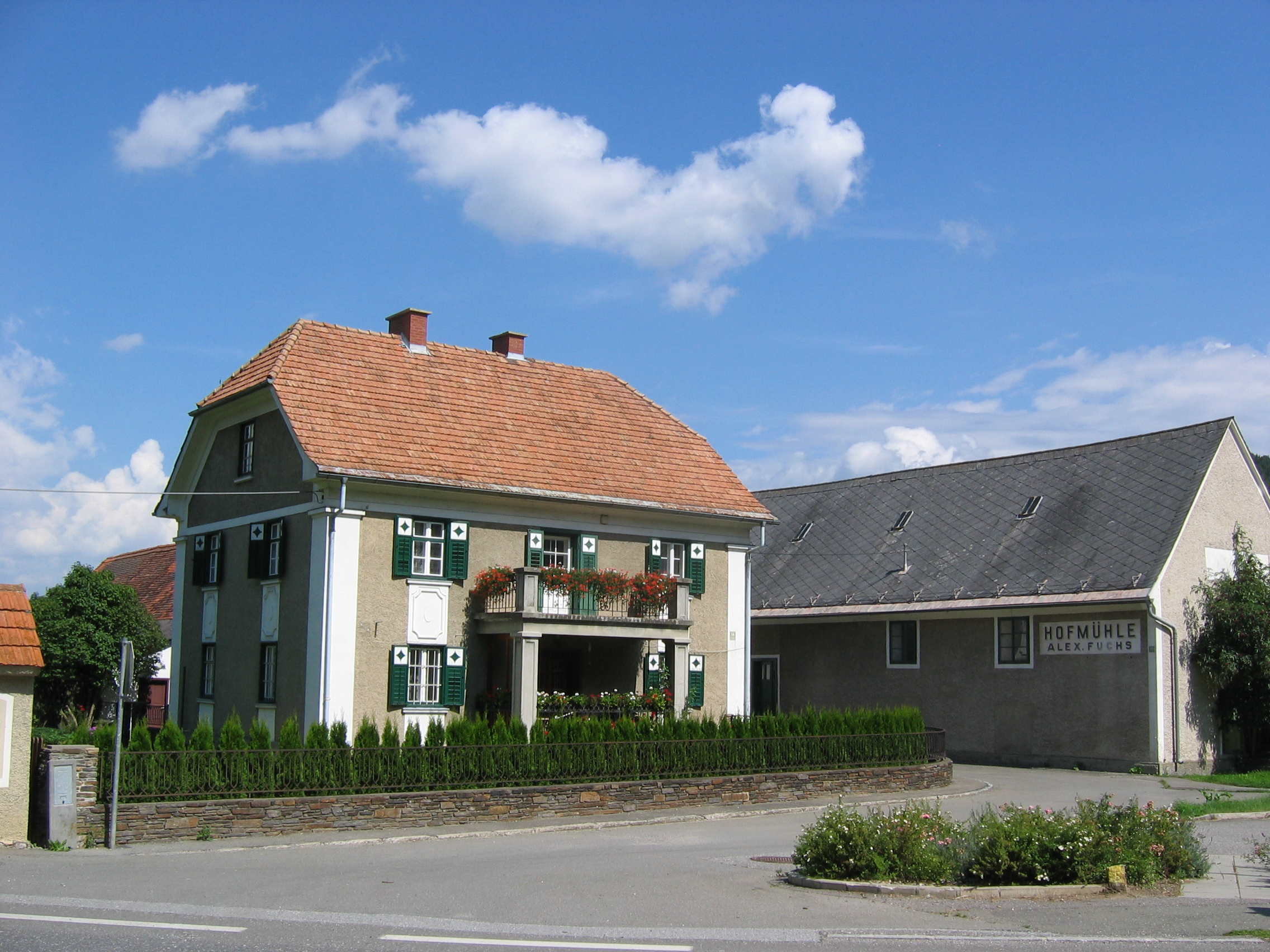
Hofmühle Eppenstein

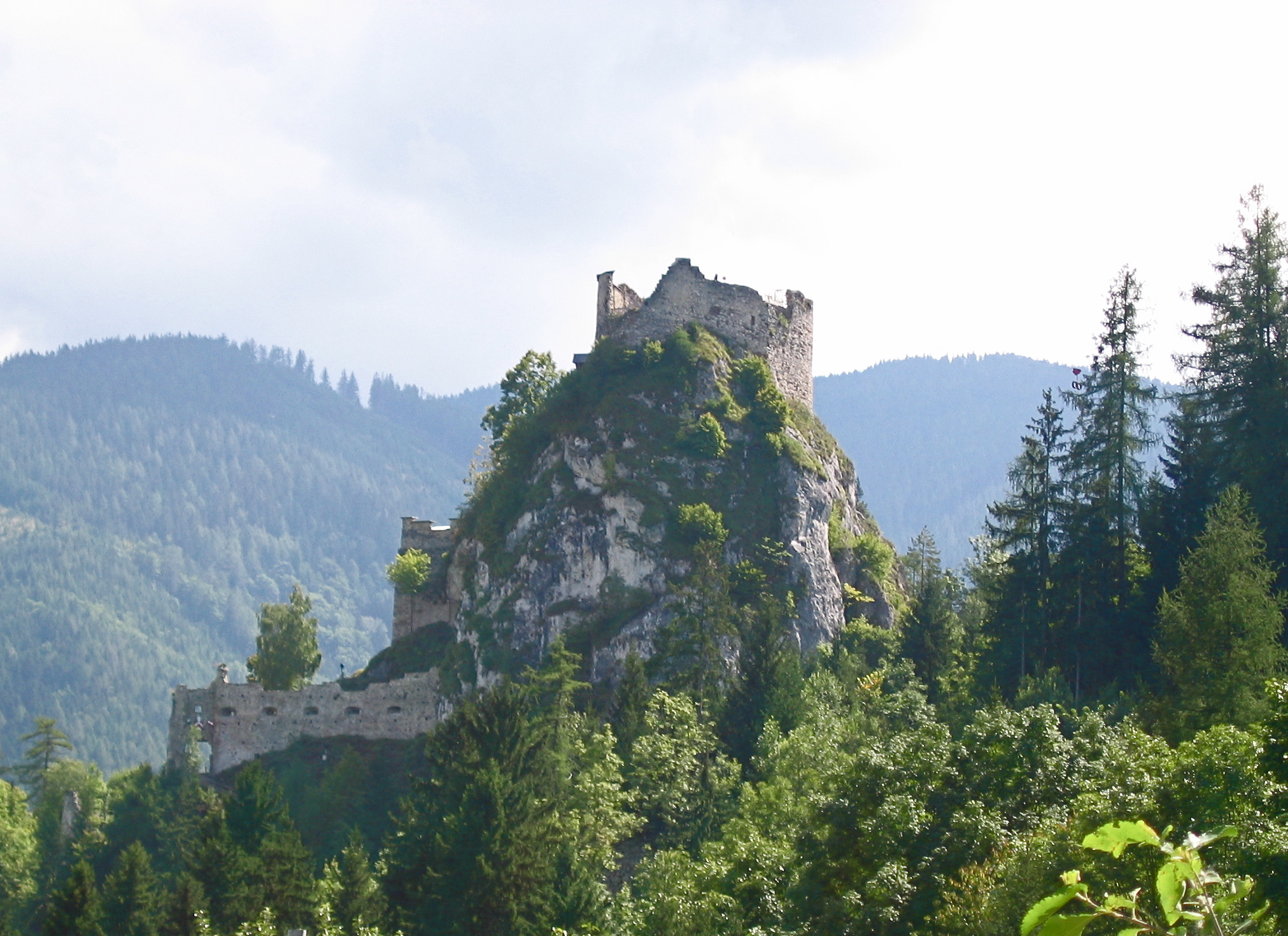
Ruine Eppenstein

Eppenstein ist ein Dorf und eine Ortschaft in der Marktgemeinde Weißkirchen in Steiermark. Bis Ende 2014 war Eppenstein eine eigenständige Gemeinde mit 1224 Einwohnern (Stand: 31. Oktober 2013)
im Bezirk Murtal in der Steiermark. Der Ort liegt im Gerichtsbezirk Judenburg. Seit 2015 ist Eppenstein im Rahmen der steiermärkischen Gemeindestrukturreform mit den Gemeinden Weißkirchen in Steiermark, Maria Buch-Feistritz und Reisstraße zusammengeschlossen, die neue Gemeinde führt den Namen Weißkirchen in Steiermark weiter.

## Geografie

### Geografische Lage
Eppenstein liegt nördlich des Obdacher Sattels im engen Tal des Granitzenbaches, einer wichtigen Verbindung vom Kärntner Lavanttal ins steirische Murtal.
Nachbargemeinden waren bis 2014, von Norden beginnend, im Uhrzeigersinn: Reifling, Maria Buch-Feistritz, Weißkirchen in Steiermark, Reisstraße, Amering und Sankt Wolfgang-Kienberg.

### Gliederung
Die Gemeinde bestand aus den drei Katastralgemeinden Mühldorf, Schoberegg und Schwarzenbach.
Folgende Ortschaften lagen in der Gemeinde (Wohnbevölkerung Registerzählung 2011):
- Baumkirchen (47)
- Eppenstein (360)
- Größenberg (27)
- Kathal (173)
- Mühldorf (120)
- Schoberegg (320)
- Schwarzenbach am Größing (190)

## Geschichte
Der Ort Mühldorf wurde 1482 erstmals urkundlich erwähnt. Die Eisenverarbeitung in Kathal, das 1305 als die Kateyl erwähnt wurde, hatte überregionale Bedeutung. In Eppenstein gab es im 15. Jahrhundert zwei Hämmer. Im 18. Jahrhundert wurden die Erzeugnisse, Sensen und Sicheln, bis nach Mitteldeutschland, in die Schweiz und nach Siebenbürgen verkauft. Im 19. Jahrhundert kam es dann zum Niedergang der Eisenindustrie. Heute gibt es noch eine Werkzeugschmiede im Ort, die Kathalschmiede.
Die Gemeinde Eppenstein entstand per 1. Jänner 1965 durch die Zusammenlegung der Gemeinden Schwarzenbach am Grössing und Schoberegg mit Teilen (KG Mühldorf) der – dadurch aufgelösten – Gemeinde Allersdorf bei Judenburg.
Als Namen wählte man den des alten Markgrafen- und Herzogsgeschlechts der Eppensteiner.

## Bevölkerung
Die Gemeinde hatte laut Volkszählung 2001 1.371 Einwohner. 98,0 % der Bevölkerung besaßen die österreichische Staatsbürgerschaft. Zur römisch-katholischen Kirche bekannten sich 92,9 %, zur evangelischen Kirche 0,6 % und 4,4 % waren ohne religiöses Bekenntnis.
Bekannteste Eppensteinerin ist die Skirennläuferin Renate Götschl.

## Kultur und Sehenswürdigkeiten
Auf einem Felsen über dem Ort befindet sich die Burgruine Eppenstein, im Mittelalter Sitz der Eppensteiner, unter anderen des Kärntner Herzogs Heinrich III.

## Wirtschaft und Infrastruktur
Laut Arbeitsstättenzählung 2001 gab es 35 Arbeitsstätten mit 183 Beschäftigten in der Gemeinde sowie 428 Auspendler und 109 Einpendler. Es gab 111 land- und forstwirtschaftliche Betriebe (davon 62 im Haupterwerb), die zusammen 4.437 ha bewirtschafteten (1999).
Die Verkehrserschließung erfolgt über die Obdacher Straße B 78. In Eppenstein befindet sich auch eine Haltestelle der Lavanttalbahn.
In Eppenstein befindet sich ein Kindergarten, in Kathal eine Volksschule.

## Politik

### Gemeinderat
Der Gemeinderat bestand zuletzt aus 15 Mitgliedern und setzte sich seit der Gemeinderatswahl 2010 aus Mandaten der folgenden Parteien zusammen:
- 11 ÖVP
- 4 SPÖ

Letzter Bürgermeister war Helmut Maurer. Vizebürgermeisterin war Elfriede Penz.

### Wappen
Blasonierung:
„In Rot übereinander zwei Sparren von Hermelin“.
Verliehen wurde das Wappen der Gemeinde mit Wirkung vom 1. Mai 1985 (LGBl. 1985, 13. Stück, Nr. 53).

## Persönlichkeiten

### Ehrenbürger
- 1972: Friedrich Niederl (Landeshauptmann)
- 1980: Gotthard Schaffer (Bürgermeister von Eppenstein 1965–1980)
- 1985: Josef Krainer (Landeshauptmann)
- 2000: Siegfried Waldauer (Bürgermeister von Eppenstein 1980–1999)
- 2004: Waltraud Klasnic (Landeshauptfrau)